# Pyrénoïde
Le pyrénoïde est une structure cellulaire interne aux plastes de certaines lignées végétales, qui concentre les enzymes responsables de la photosynthèse, notamment la RubisCO (qui fixe le dioxyde de carbone) et l'anhydrase carbonique (qui concentre le dioxyde de carbone à proximité de la RubisCO). Des grains d'amidon, ou une gaine d'amidon, viennent s'accoler à l'extérieur du pyrénoïde. 

## Étymologie
Le terme pyrénoïde vient du grec ancien : πυρήν (purên, « noyau ») et du suffixe « -oïde ».

## Présence chez différents groupes
Le pyrénoïde est présent chez les Euglénophytes, certaines algues rouges (Rhodophytes, par exemple l'algue rouge unicellulaire Porphyridium), certaines algues vertes (Chlorophytes, telles que l'Ulve), chez certaines algues brunes (Phéophytes, telles que les Ectocarpus) et chez les anthocérotes (Anthocérophytes). Chez les algues brunes, il est parfois exert.

## Théorie endosymbiotique
Le pyrénoïde est une structure analogue au carboxysome des Cyanobactéries dans la mesure où il assure les mêmes fonctions. En ce sens, c'est un argument structurel fort en faveur de la théorie endosymbiotique selon laquelle les plastes dérivent tous de l'internalisation d'une cyanobactérie  par une cellule eucaryote ancestrale..